# Egenus acuminatus
Egenus acuminatus är en insektsart som beskrevs av Paul W. Oman 1938. Egenus acuminatus ingår i släktet Egenus och familjen dvärgstritar. Inga underarter finns listade i Catalogue of Life.